# 半城子水库
40°37′47″N 117°01′11″E / 40.629682°N 117.0198237°E
半城子水库，也称不老湖水库。位于北京市密云县北部山区半城子村的北面。由清华设计院设计。1975年11月动工，1976年7月大坝落成，当年拦洪蓄水。是密云水库上游的水库。总库容1020万立方米，正常水面面积37．3万平方米，调控牤牛河上游66.1平方千米的流域。汛限水位255米。
建有大坝、溢洪道、输水洞和电站各l座。最大坝高29米，坝顶长185米。电站年均发电30万千瓦时。